# Blackwater (Arizona)
Blackwater és una concentració de població designada pel cens del Comtat de Pinal a l'estat d'Arizona (Estats Units d'Amèrica).

## Demografia
Segons el cens dels Estats Units del 2000, Blackwater tenia 504 habitants, 135 habitatges, i 110 famílies La densitat de població era de 29,5 habitants/km².
Dels 135 habitatges en un 48,1% hi vivien nens de menys de 18 anys, en un 34,1% hi vivien parelles casades, en un 34,1% dones solteres, i en un 17,8% no eren unitats familiars. En el 13,3% dels habitatges hi vivien persones soles el 4,4% de les quals corresponia a persones de 65 anys o més que vivien soles. El nombre mitjà de persones vivint en cada habitatge era de 3,73 i el nombre mitjà de persones que vivien en cada família era de 3,98.
Per edats la població es repartia de la següent manera: un 41,5% tenia menys de 18 anys, un 12,3% entre 18 i 24, un 23% entre 25 i 44, un 17,7% de 45 a 60 i un 5,6% 65 anys o més.
L'edat mediana era de 22 anys. Per cada 100 dones de 18 o més anys hi havia 98 homes.
La renda mediana per habitatge era de 33.438 $ i la renda mediana per família de 28.854 $. Els homes tenien una renda mediana de 35.909 $ mentre que les dones 31.250 $. La renda per capita de la població era de 8.674 $. Aproximadament el 30,1% de les famílies i el 26,9% de la població estaven per davall del llindar de pobresa.

## Poblacions properes
El següent diagrama mostra les poblacions més properes.